# A Double Wedding
A Double Wedding è un cortometraggio muto del 1913 diretto e prodotto da Mack Sennett e interpretato da Alice Davenport, Mabel Normand, Fred Mace e Ford Sterling.

## Produzione
Prodotto dalla Keystone

## Distribuzione
Distribuito dalla Mutual Film, il film - un cortometraggio di 123,75 metri - uscì nelle sale USA il 6 gennaio 1913. Nelle proiezioni, veniva programmato con il sistema dello split reel, accorpato in un'unica bobina con un altro cortometraggio prodotto dalla Keystone, Saving Mabel's Dad.